# Konfederacja olkienicka

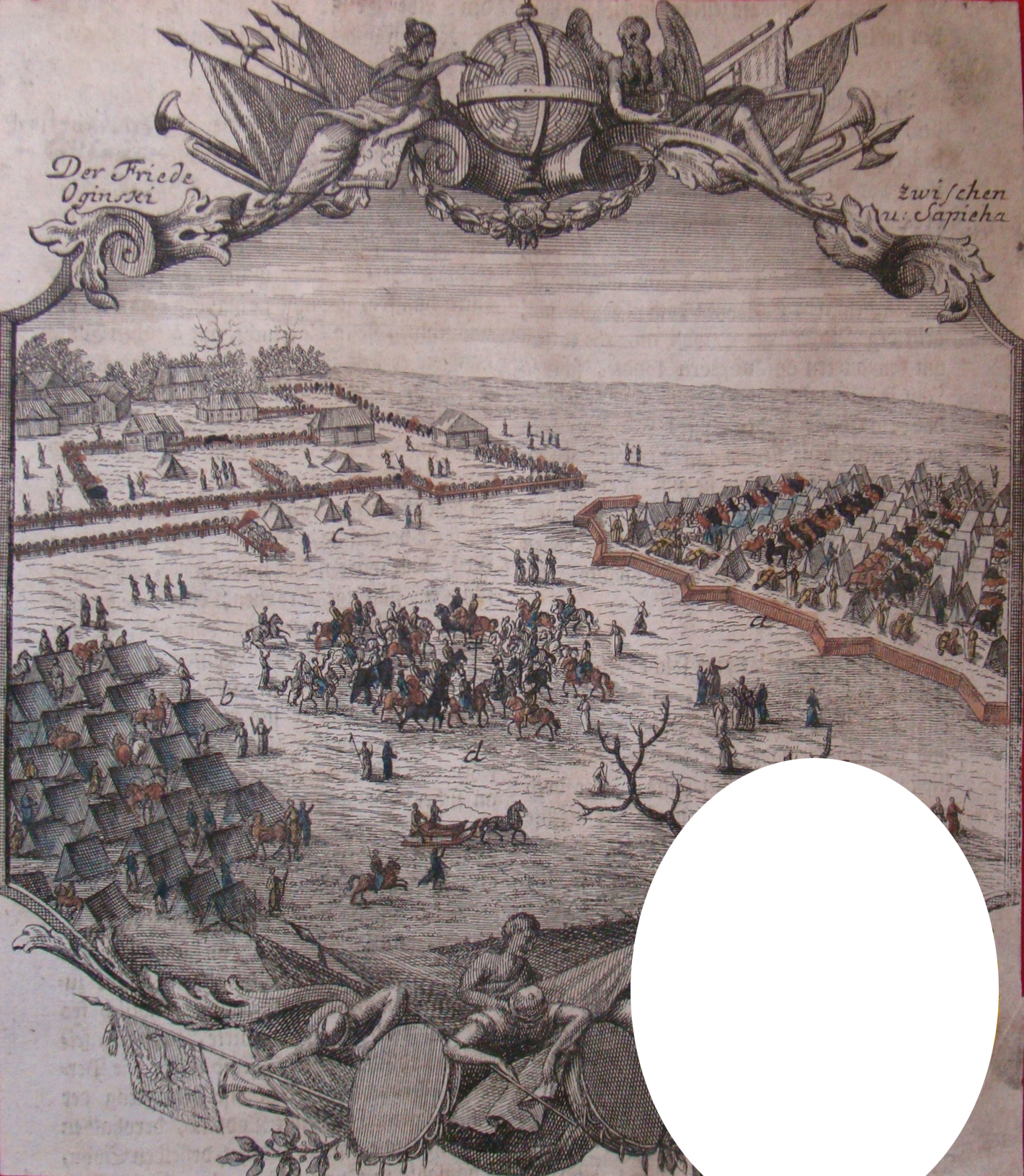
ugoda pomiędzy Sapiehami i Ogińskimi w 1700 roku

Konfederacja olkienicka (lit. Valkininkų konfederacija) – konfederacja szlachty województw i powiatów Wielkiego Księstwa Litewskiego zebranej na pospolite ruszenie, zawiązana 10 listopada 1700 r. w Olkienikach (lit. Valkininkai, miasteczku w południowo-wschodniej Litwie nad Mereczanką), skierowana przeciwko magnackiej rodzinie Sapiehów-Różańskich.
Przeciwnicy Sapiehów wykorzystali sytuację, w której znalazła się Rzeczpospolita Obojga Narodów w obliczu wybuchu III wojny północnej. Podszywając się pod uniwersał króla Augusta II Mocnego zwołujący szlachtę litewską na pomoc w wojnie przeciwko Szwedom, zebrali pospolite ruszenie w Lipniszkach w powiecie oszmiańskim. Pułkownikiem generalnym województw i powiatów Wielkiego Księstwa Litewskiego wybrano Michała Serwacego Wiśniowieckiego, który na czele wojsk konfederackich rozbił stronników Sapiehów 18 listopada 1700 r. w bitwie pod Olkienikami. 
Zwycięska konfederacja olkienicka podjęła jakoby postanowienie wileńskie i oddała armię litewską w dwuletnią komendę Michałowi Serwacemu Wiśniowieckiemu, przeznaczając jej na leże zimowe dobra sapieżyńskie. Michał Kazimierz Kociełł i Grzegorz Antoni Ogiński dostali dwuletnie upoważnienie do nakładania i wybierania podatków. Dobra księżnej neuburskiej przeszły pod zarząd kanclerza wielkiego litewskiego Karola Stanisława Radziwiłła. Prominentnych członków rodu Sapiehów konfederaci skazali na banicję i utratę urzędów, czci, dóbr dziedzicznych i nadanych; zapewniono wynagrodzenie rodzinom zabitych. 
Zwycięstwo konfederacji spowodowało przejście Sapiehów do obozu Szwedów.